# Juan Fernandez-medvefóka
A Juan Fernandez-medvefóka (Arctocephalus philippii) az emlősök (Mammalia) osztályának ragadozók (Carnivora) rendjébe, ezen belül a fülesfókafélék (Otariidae) családjába tartozó faj.

## Előfordulása
A Juan Fernandez-szigeteken, Chilén és a környező szigeteken honos.

## Megjelenése
Aránylag kisméretű fókafaj. A hímek hossza 150-210 centiméter, súlyuk 140-159 kilogramm. A nőstények hossza 140-150 centiméter, súlyuk pedig 50 kilogramm.

## Életmódja
Ragadozó állat. Fő táplálékuk homár, tintahalak és egyéb halfajták. Nagy csoportokban élnek. A nőstények a november végi, december eleji időszakban 8-12 fókakölyköt hoznak a világra.

## Külső hivatkozás
- Képek a fajról